# Kalktuffquellsümpfe und Niedermoore im Ostallgäu
Kalktuffquellsümpfe und Niedermoore im Ostallgäu este o arie protejată (arie specială de conservare — SAC, sit de importanță comunitară — SCI) din Germania întinsă pe o suprafață de 110,68 ha, integral pe uscat.

## Localizare
Centrul sitului Kalktuffquellsümpfe und Niedermoore im Ostallgäu este situat la coordonatele 47°35′25″N 10°40′52″E / 47.5903°N 10.6811°E.

## Înființare
Situl Kalktuffquellsümpfe und Niedermoore im Ostallgäu a fost declarat sit de importanță comunitară în noiembrie 2004 pentru a proteja 2 specii de plante și 5 specii de animale. Situl a fost protejat și ca arie specială de conservare în aprilie 2016.

## Biodiversitate
Situată în ecoregiunea continentală, aria protejată conține 13 habitate naturale: Ape puternic oligomezotrofe cu vegetație bentonică cu Chara spp., Cursuri de apă de la nivel de câmpie la nivel montan, cu vegetație Ranunculion fluitantis și Callitricho-Batrachion, Pajiști uscate seminaturale și facies de acoperire cu tufișuri pe substraturi calcaroase (Festuco-Brometalia) (* situri importante pentru orhidee), Pajiști uscate seminaturale și facies de acoperire cu tufișuri pe substraturi calcaroase (Festuco-Brometalia) (* situri importante pentru orhidee), Pajiști cu Molinia pe soluri calcaroase, turboase sau argilos-nămoloase (Molinion caeruleae), Liziere de ierburi înalte hidrofile de câmpie și de nivel montan până la alpin, Fânețe de joasă altitudine (Alopecurus pratensis, Sanguisorba officinalis), Mlaștini oligotrofe degradate, capabile încă de regenerare naturală, Mlaștini turboase de tranziție și turbării mișcătoare, Izvoare petrifiante cu formare de travertin (Cratoneurion), Mlaștini alcaline, Păduri pe pante, grohotișuri și ravene de Tilio-Acerion, Păduri aluvionare cu Alnus glutinosa și Fraxinus excelsior (Alno-Padion, Alnion incanae, Salicion albae).
La baza desemnării sitului se află mai multe specii protejate:
- plante (2): papucul doamnei (Cypripedium calceolus), Gladiolus palustris
- nevertebrate (5): Coenagrion mercuriale, fluturele auriu (Euphydryas aurinia), phengaris nausithous (Maculinea nausithous), Vertigo angustior, Vertigo geyeri